# 南アルプス巨摩県立自然公園
南アルプス巨摩県立自然公園（みなみアルプス こまけんりつしぜんこうえん）は、山梨県西部に位置する県立自然公園。面積1万4841ha。1966年（昭和41年）4月1日指定。

## 概要
山梨県の西部、南アルプス国立公園に隣接した南アルプス（赤石山脈）と、巨摩山地の2か所からなる。

## 地理

### 主な山岳
- 櫛形山
- 燕頭山
- 千頭星山
- 甘利山
- 崖頭山
- 日向山
- 富士見山

## 関連市町村
- 北杜市
- 韮崎市
- 南アルプス市
- 南巨摩郡
  - 富士川町
  - 身延町